# Свинтила
Свинтила је био визиготски краљ у Хиспанији. Владао је између 621. и 631. године. Борио се против Византинаца који су у то доба имали колонију на Иберијском полуострву (Спанија), под командом Сисебута. Године 621. био је изабран за краља, након смрти Рекареда II.
Када је постао краљ, Свинтила је победио Васконе који су пљачкали и харали провинцијом Тараконенсе и постигао безусловну предају, по први пут у историји. Заробљеници су били принуђени да изграде Олигик, који је заједно са Виторијом формирао одбрамбену линију против будућих напада. Олигик, Виторија и Рекопољ били су једини градови које су основали Визиготи на полуострву. Свинтила је наставио да се бори против Византинаца који су од 6. века окупирали медитеранску обалу од Валенсије до Кадиза. Свинтила их је победио, заузео дотадашње царске поседе и ујединио Иберијско полуострво, сан који претходни владари нису остварили.
Свинтила је такође покушао да утврди ауторитет владара у односу на племство и цркву. Такође је желео да створи наследну монархију тако да је прогласио свог сина Рамира за престолонаследника, што је изазвало противљење неких великаша и цркве.
Године 631. Сисенанд, управник Нарбонске Галије (југ данашње Француске), организовао је устанак против Свинтиле уз помоћ франачке државе Неустрије. На крају, краљ је био свргнут и смењен. На Сабору у Толеду 633, којим је председавао Исидор Севиљски, Свинтила је био изопштен и цело његово имање је конфисковано. На том истом сабору Сисенанд је био званично проглашен краљем. Тиме је визиготска монархија потврђена као изборна, а не наследна како је то Свинтила планирао. Свинтила је умро годину дана касније, 634. године.
Постоје опречна мишљења о Свинтили. Исидор Севиљски у својој првој верзији „Историје Гота“ га назива „не само владарем свог народа, већ и оцем сиромашних“. Међутим, у једној од каснијих верзија издатој након пада Свинтиле, Исидор је уклонио ове хвалоспеве. Хроника из 754. године говори о Свинтили са симпатијама, док Фредегар каже да је био превише суров и да је због тога навукао мржњу народа.